# Rhum Depaz
 (septembre 2021).
Le rhum Depaz est un rhum agricole produit à Saint-Pierre en Martinique.

## Histoire
Le 8 mai 1917, l'industriel blanc créole (béké) Victor Depaz crée la distillerie qui porte son nom[source insuffisante]. Le rhum Depaz est produit dans la plantation de l'habitation la Montagne, située au pied de la montagne Pelée. Il obtient sa première médaille à l'exposition de Marseille, en 1922, puis en 1927 et 1931.

## Production
Le rhum Depaz existe à 50°, à 55°, en rhum paille, en rhum vieux et en rhum vieux réserve. 
S'agissant de rhums agricoles de Martinique, ils bénéficient tous d'AOC.

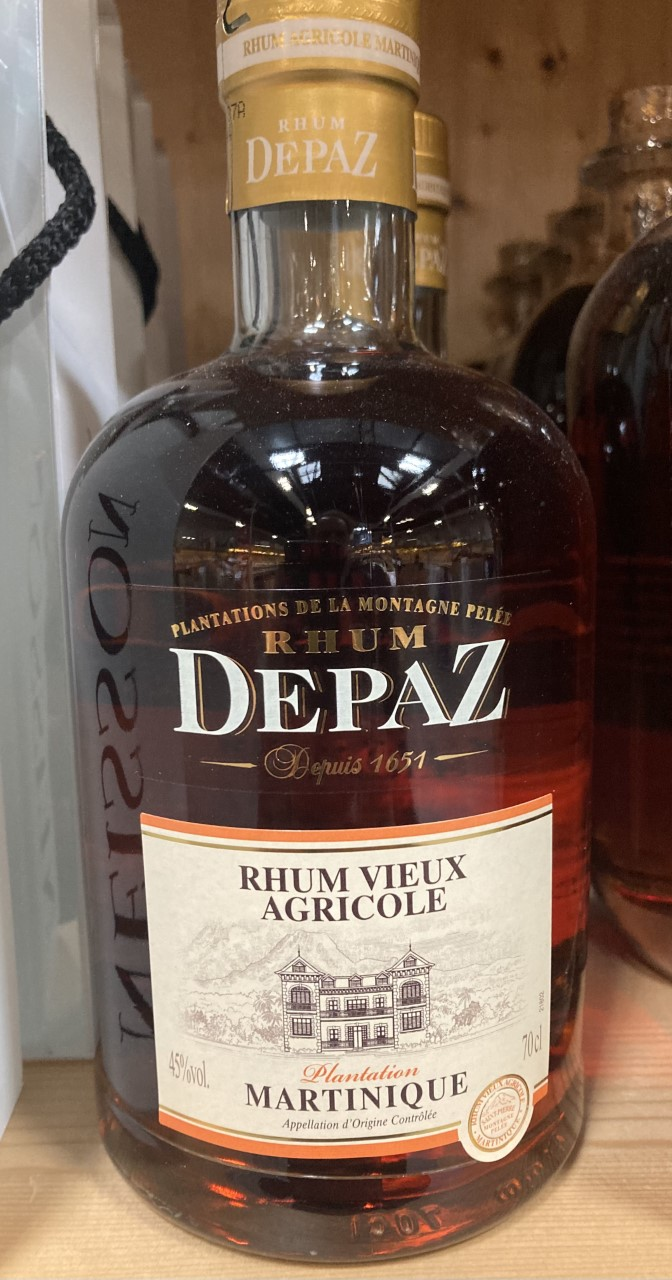
Bouteille de rhum Depaz
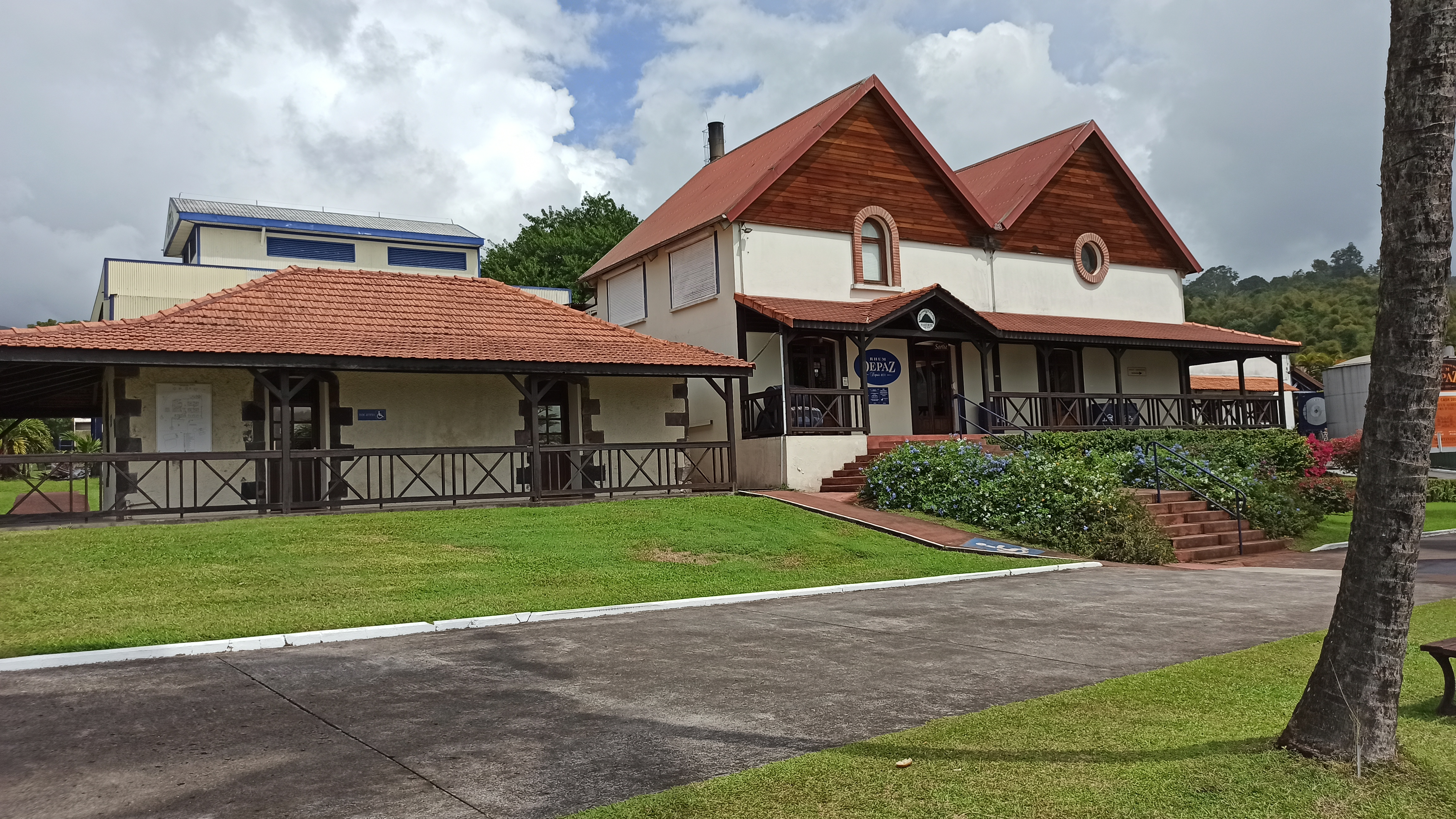
Bâtiment d'accueil de la distillerie Depaz
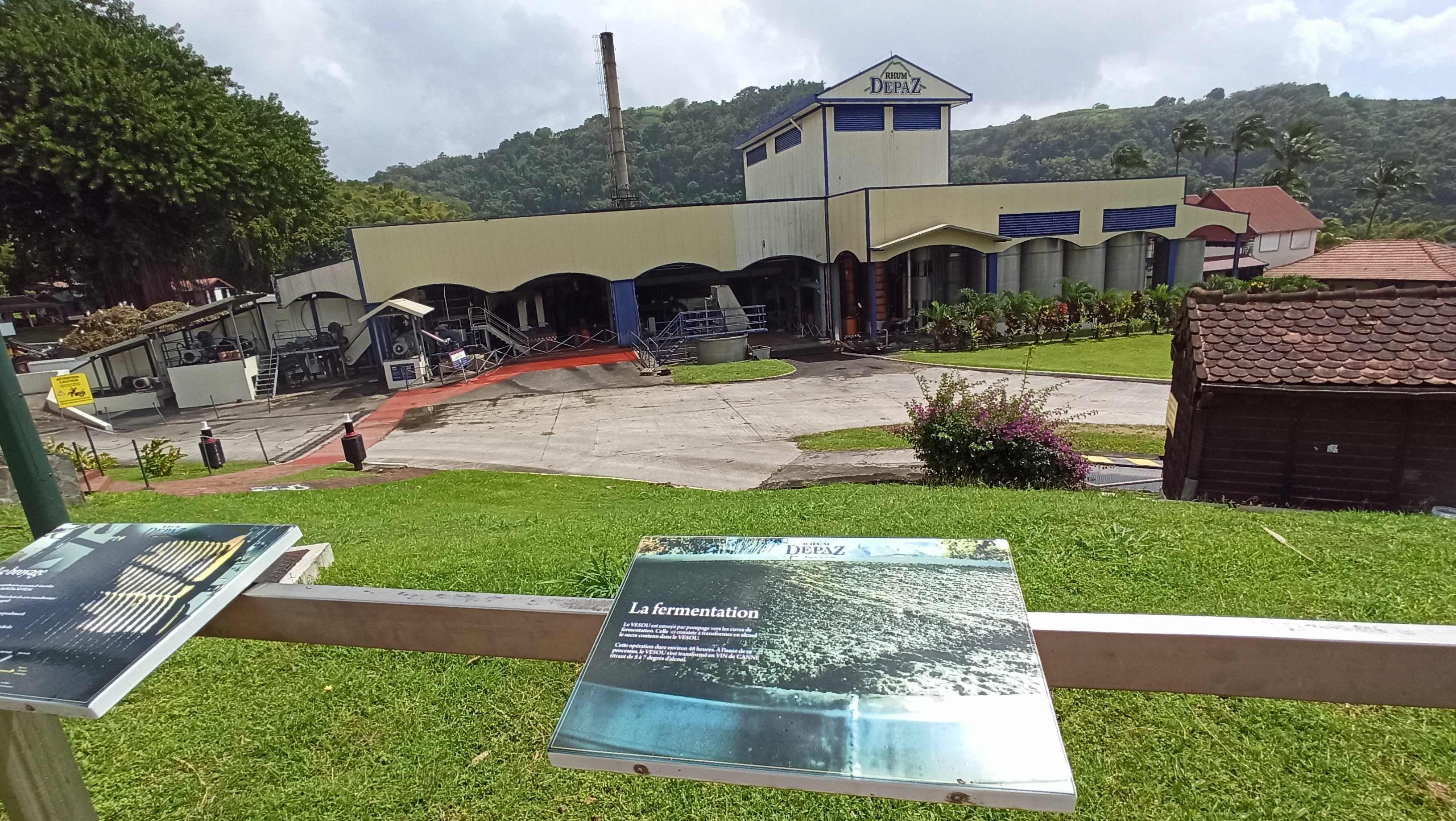
Unité de distillation du Rhum Depaz
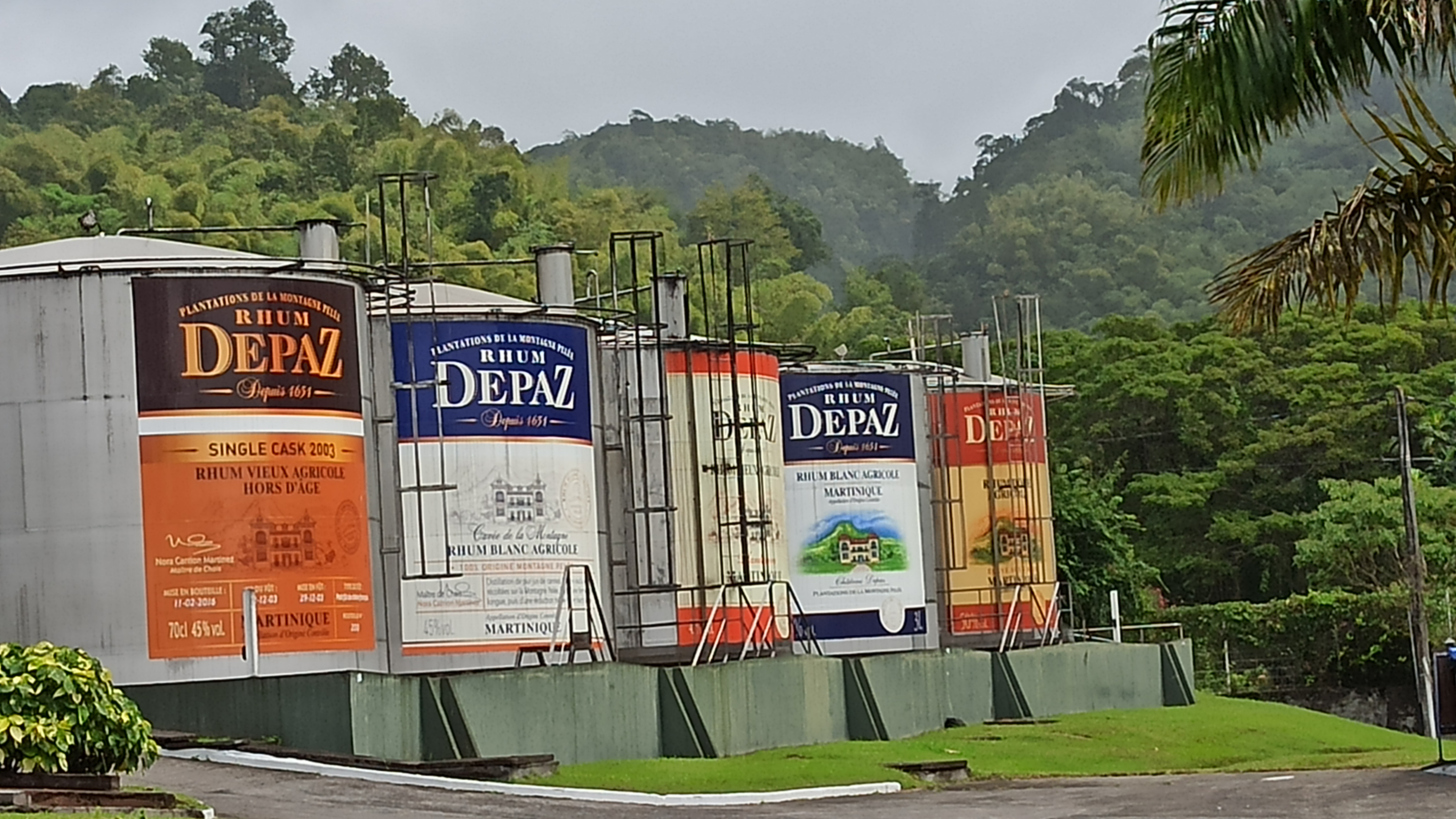
Capacité de stockage du rhum Depaz
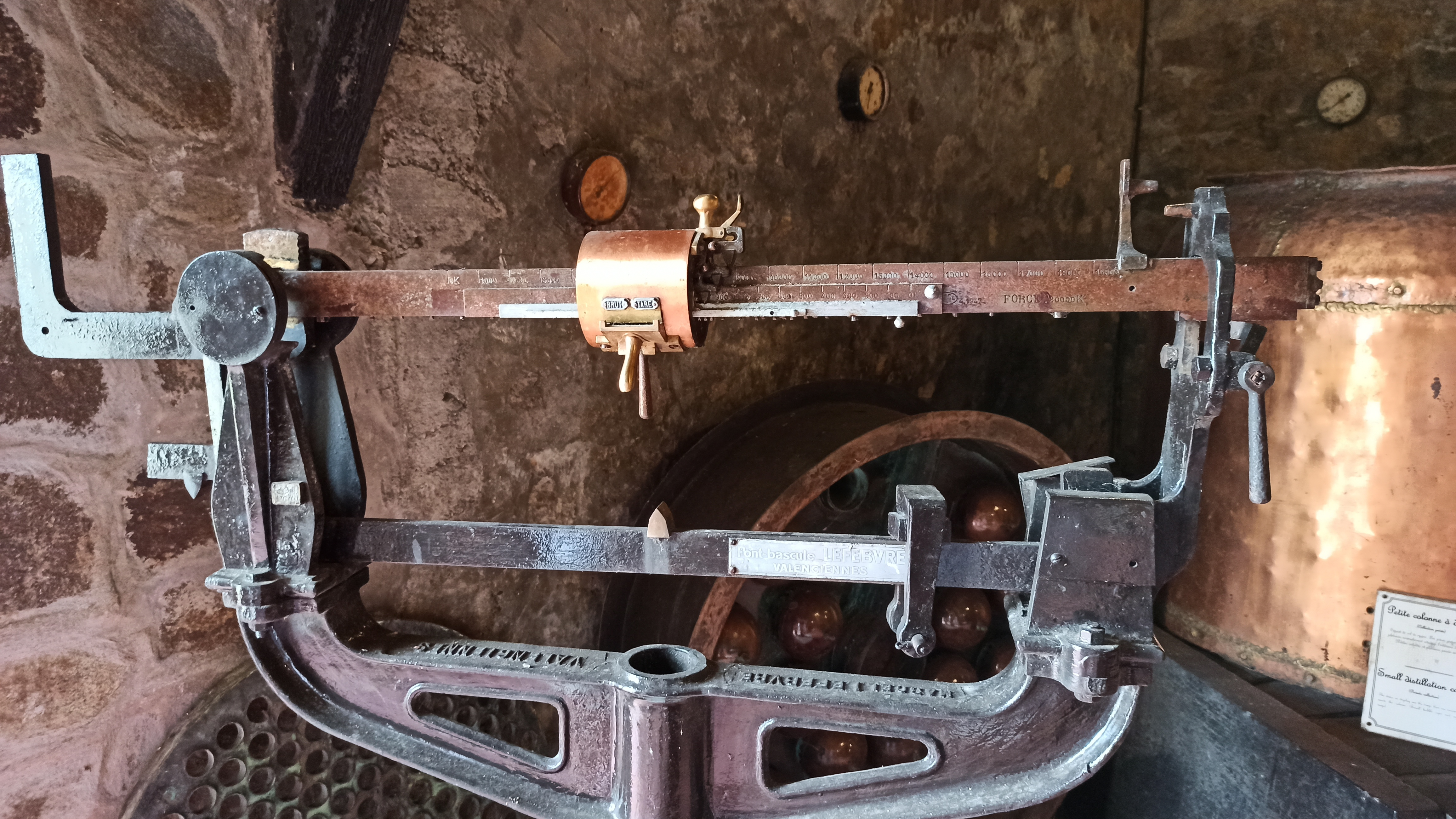
Ancien pesage de chez Georges Marcel Lefebvre à Valenciennes, père de l'acteur Jean Lefebvre

### Vidéographie
- « La filière rhum en Martinique ( Interview du producteur André Depaz sur la maîtrise de sa production et l'appellation d'origine contrôlée) » [vidéo], sur ina.fr, RFO Réseau France Outremer (émission Mascarines), 7 mars 1993